# 12067 Джітер
12067 Джітер (12067 Jeter) — астероїд головного поясу, відкритий 20 березня 1998 року.
Тіссеранів параметр щодо Юпітера — 3,450.